# José Benegasi y Luján

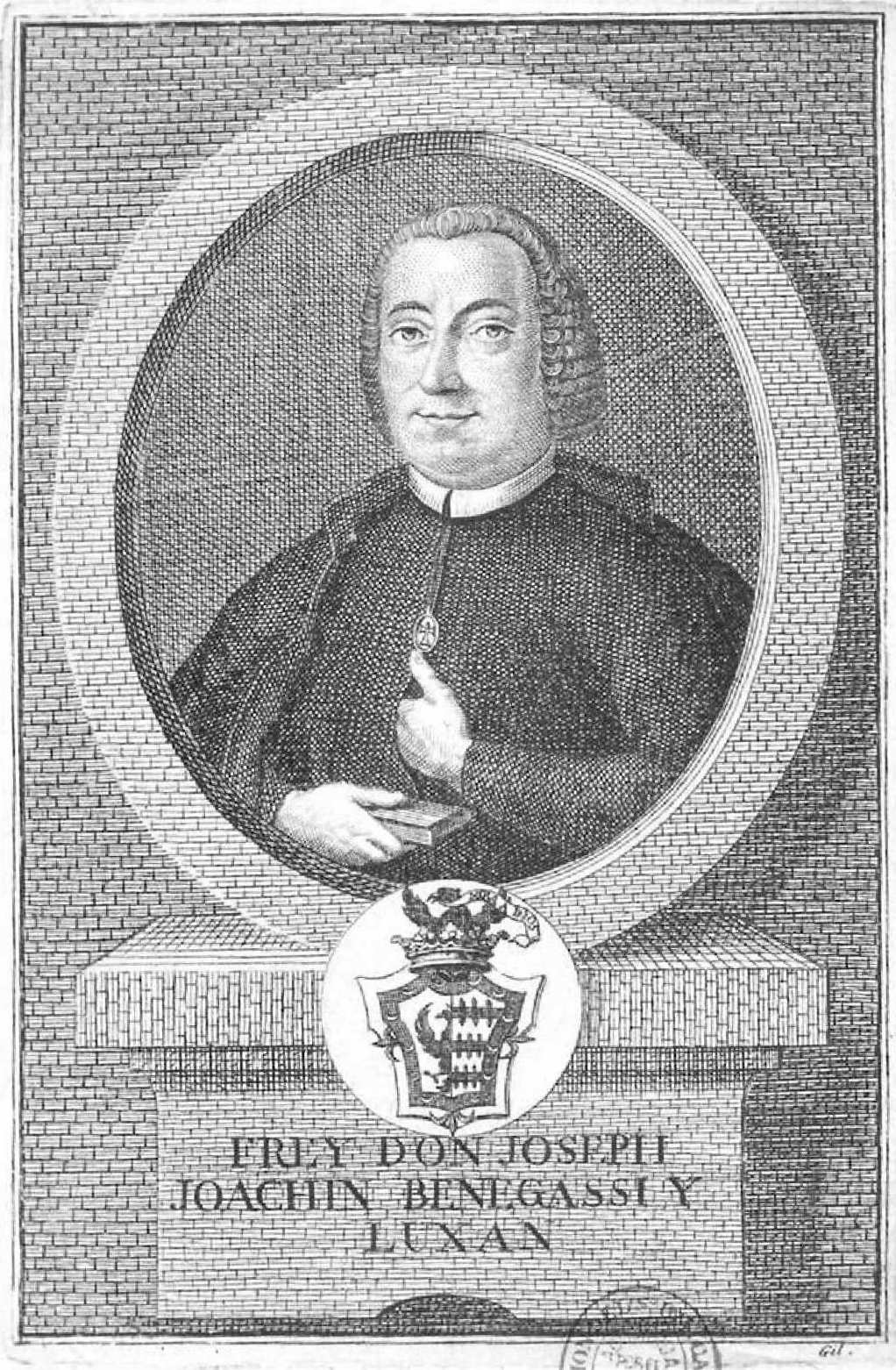
Frey Don Joseph Joachin Benegassi y Luxan. Grabado de Jerónimo Antonio Gil, ilustración de las Obras Métricas, Madrid, s. a. Biblioteca Nacional de España.

José Joaquín Benegasi y Luján, (Madrid, 12 de abril de 1707-íd., 18 de abril de 1770), poeta y dramaturgo español, también conocido por los seudónimos de Juan Antonio Aspitarte, Juan del Rosal, Joaquín del Rosal y Joaquín Maldonado.

## Biografía
Su madre fue Ana de Peralta Irigoiti y su padre, el caballero de Calatrava Francisco Benegasi (Arenas de San Pedro, 1656 - Milán, 1742), fue un célebre autor de entremeses, aficionado a la caza y a la música y diestro intérprete de arpa. José Joaquín recibió una buena formación y siguió la carrera de magistrado; se casó dos veces y tuvo un hijo que murió muy niño; ya viudo, decidió entrar en religión en 1763. Fue señor de Terreros y de Valdeloshielos, del mayorazgo de Luján, y regidor perpetuo de la ciudad de Loja. Se quejó en alguna ocasión de la prodigalidad de su padre, que dilapidó cuantiosos bienes familiares, por lo que tuvo que vivir con estrecheces, ya que no podía pagar la dispensa de haber estado casado para ser sacerdote, lo que relató en un soneto:
Sólo por dispensar la bigamia / cien doblones me piden, que no tengo, / con que a la iglesia yo, ni voy ni vengo; / y mucho de bayetas todo el día: / Entrar en religión bueno seria, / pero al mirar mi chico me detengo; / y en darle curador jamás convengo, / pues con el curador enfermaría. / Casar tercera vez, fuera locura, / vestirme de seglar, también lo fuera, / ser sacristán sin voz, es cosa dura. / Pues si no he de casarme (aunque pudiera) / ni he de ser fraile, sacristán, ni cura. / ¿no seria mejor que me muriera?
Su gran amigo fue el carmelita fray Juan de la Concepción, de quien escribió una Fama póstuma (Madrid, 1754); pero también participó en los círculos literarios madrileños contaminados de un cierto popularismo y epígonos de un conceptismo abaratado, de forma que Francisco Monsagrati y Escobar, Francisco Scoti, Fernández de Córdoba, José Villarroel, Diego de Torres Villarroel, el Marqués de la Olmeda y el Marqués de Avellaneda fueron sus contertulios. Por eso fue clasificado por el gusto neoclásico de Leandro Fernández de Moratín entre "los poetas copleros y tabernarios". En sus escritos se mostró como un hombre digno que no quiso adular y que buscaba una vida bondadosa, austera y equilibrada: 
Ser liberal, según las ocasiones, / favorecer al pobre desvalido, / proteger y gustar del entendido, / y no querer jamás adulaciones; / usar de las decentes diversiones, / estar siempre de libros prevenido, / resistir los harpones de Cupido, / sabiendo ser señor de sus pasiones; / no atender al mordaz y lisonjero, / ni proceder jamás con ligereza, / observa quien ser sabe caballero. / Esto debe apreciar, no la grandeza; / porque es mejor cabeza sin sombrero, / que no tener sombrero sin cabeza
Escribió Poesías líricas y jocoserias (Madrid, 1743, 1744 y 1746, tres vols.) y el poema burlesco Vida del portentoso negro San Benito de Palermo, descripta en seis cantos joco-serios (1750) en seguidillas. Fue poeta y escritor en prosa muy fecundo y se le daban mal los temas graves y el verso de arte mayor. A los cincuenta y seis años, en junio de 1763, tomó el hábito religioso agustino en la Real Casa Hospicio de San Antonio Abad, en Madrid. Escribió también algunas buenas piezas cortas de teatro como los bailes El ingenio apurado, El tiro a la discreción, El Papillote, La campana de descansar o El Amor casamentero y la comedia burlesca Llámenla como quisieren.

## Obras
- Poesías líricas y jocoserias (1743)
- Obras métricas a distintos asuntos, así serios como festivos (s. a.)
- Vida del portentoso negro San Benito de Palermo, descripta en seis cantos joco-serios (1750)
- Poesías líricas. Escrito en redondillas jocoserias (1752)
- Papel nuevo. Benegasi contra Benegasi (1760)
- Motes diferentes, en varios metros, así serios como festivos… (1760)
- Descripción festiva… Escribíala en seguidillas y con la introducción en octavas jocosas (1760)
- Metros diferentes, así serios como festivos… (1761)
- Vida del glorioso San Dámaso… Escríbela en redondillas jocoserias (1763, 2.ª edición aumentada)
- El fiambre de cuantos papeles han salido con motivo de las Reales Fiestas, así por tardo como por frío; el que sin sal ni pimienta compuso en prosa y metros distintos… (1766).
- Comedia (que no lo es) burlesca intitulada “Llámenla como quisieren”. Su autor ella lo dirá. Se hallará donde la encuentren, y será en la Imprenta y Librería de Juan de San Martín, calle del Carmen, donde se hallarán otros papeles curiosos escritos por el mismo autor, en Madrid, con todas las licencias necesarias, [¿Juan de San Martín?], s. a.
- Instrucción clara, aunque sucinta, para poder el que la observare parecer señor en pocos días, dictada por la experiencia, para el común desengaño. Se hallará este papel en la calle de los Majaderitos, y le da a luz un escribano que vive en la calle del Gato
- El ingenio apurado
- El tiro a la discreción
- El Papillote
- La campana de descansar
- El Amor casamentero
- Fama posthuma del Rmo. P. Fr. Juan de la Concepción, escritor de su sagrada religion de Carmelitas Descalzos, Calificador de la Suprema, Secretario General, Consultor del Serenissimo Sr. Infante Cardenal, de la Real Academia de la Lengua Española, &c. Madrid, Imprenta del Mercurio, por Joseph de Orga, 1754.

## Fuente
- Cayetano Alberto de la Barrera, Catálogo bibliográfico y biográfico del teatro antiguo español. Madrid, 1860.
- Eduardo Tejero Robledo, "Dos poetas (Nicolas E. Moratín y José Joaquín Benegasí) para un Infante, más un pretexto didáctico".